# Dragoljub Mihailović

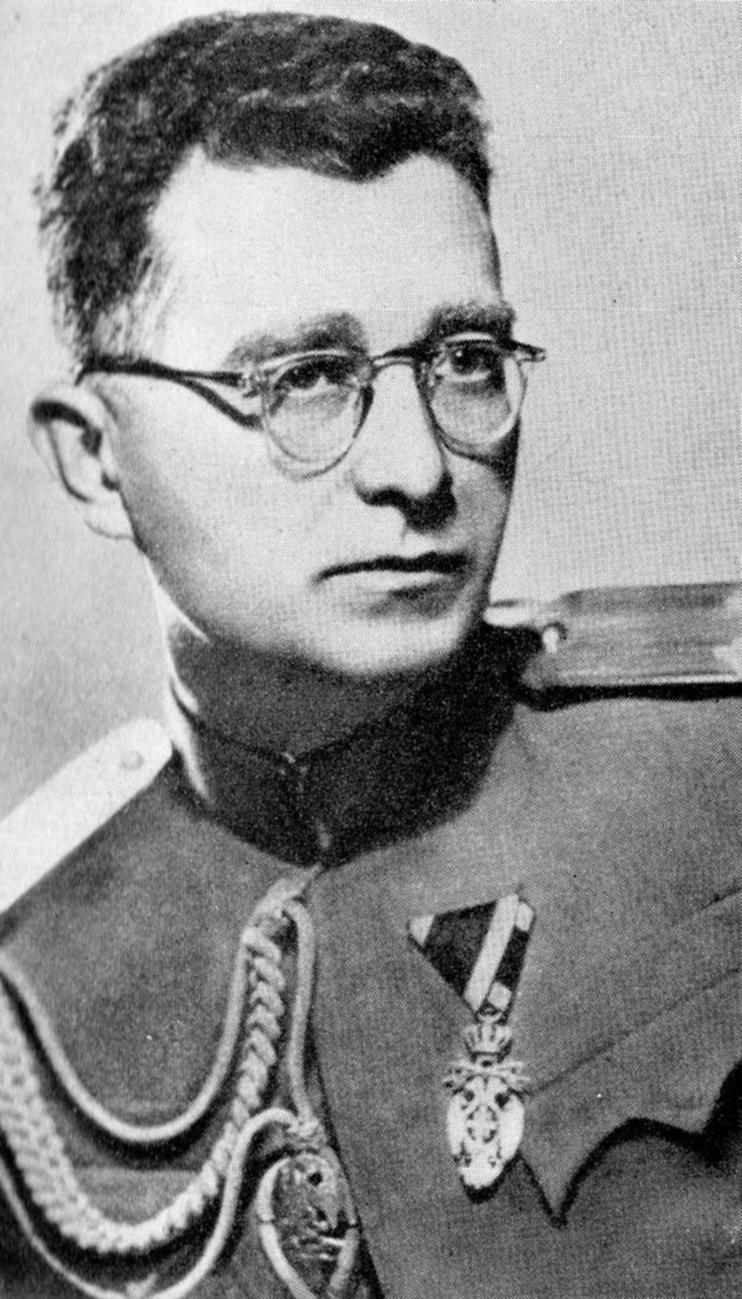
Mihailović w mundurze pułkownika (1937)

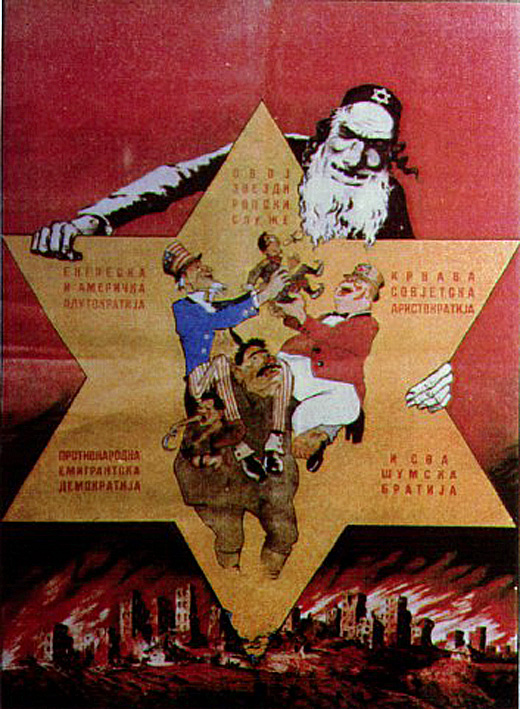
Skierowany do ludności serbskiej niemiecki plakat propagandowy z około 1941, przedstawiający Mihailovicia jako kukiełkę w rękach Stanów Zjednoczonych i Wielkiej Brytanii, które rzekomo są kontrolowane przez Żydów

Dragoljub Mihailović, pseudonim Draža (ur. 26 kwietnia 1893 w Ivanjicy, zm. 17 lipca 1946 w Belgradzie) – serbski i jugosłowiański generał, który w krótkiej kampanii w kwietniu 1941 roku został dowódcą 2 Armii Jugosłowiańskiej. Dowódca podporządkowanej rządowi emigracyjnemu Królestwa Jugosławii partyzantki. Po wojnie skazany na śmierć przez komunistyczny rząd Jugosławii.
Postać Mihailovicia wywołuje liczne kontrowersje. Znajdujący się pod jego formalnym dowództwem czetnicy dokonywali czystek etnicznych na ludności katolickiej i muzułmańskiej, zwalczali partyzantkę Tity, a w różnych okresach współpracowali z siłami Osi, a w negocjacjach z okupantami uczestniczył sam Mihailović.

## Do wybuchu wojny
Syn pisarza gminnego, wychowywany w rodzinie oficerskiej przez stryja weterynarza wojskowego. Po zakończeniu gimnazjum poszedł do szkoły oficerskiej. Zdobył szlify wojskowe jako kadet, walcząc w obu wojnach bałkańskich. Brał udział następnie we wszystkich konfliktach Serbii. Służył w garnizonach Królestwa Serbów, Chorwacji i Słowenii (Skopje, Sarajewo, Celje, Mostar). Ukończył akademię wojskową w Paryżu, po czym był attaché wojskowym w Sofii i Pradze. Pod koniec lat trzydziestych wykładowca serbskiej akademii wojskowej. Za krytykę zacofania armii i zamiarów ministra obrony zbudowania „Linii Maginota” na granicy z Austrią, został odsunięty od wykładów.
Mihailović fascynował się doktryną de Gaulle’a i ostrzegał przed perspektywą wojny z III Rzeszą. Krytykował na spotkaniach dyplomację niemiecką. Postulował tworzenie na czas wojny oddziałów czetnickich (leśnych), zdając sobie sprawę, że Serbii nie stać na dywizje pancerne. Oddziały leśne miały być oddziałami partyzanckimi wyposażonymi w radiostacje i lekkie uzbrojenie. Według niego powinny być zdolne do prowadzenia sabotażu i działań wywiadowczych do czasu kontrofensywy aliantów.

## Na czele czetników
Po uderzeniu 6 kwietnia 1941 roku na Królestwo Jugosławii armii niemieckiej, oddziałów włoskich, węgierskich i bułgarskich, wspartych przez zwolenników niepodległości Chorwacji, oraz po krótkotrwałej, zakończonej kapitulacją kampanii obronnej, zorganizował 11 maja 1941 roku, na górze Ravna w Serbii, Dowództwo Czetnickich Oddziałów Armii Jugosłowiańskiej. Dowodził wiernymi królowi Piotrowi II Karadziordziewiciowi oddziałami czetników.
Z pierwszymi walkami czetników rozpoczęła się gra o Bałkany, tzw. „miękkie podbrzusze Europy”. Niemcy stworzyli na terytorium Chorwacji tzw. Niepodległe Państwo Chorwackie, a także podległy Berlinowi Rząd Ocalenia Narodowego „małej” Serbii. Weszli w układy z dziesiątkami oddziałów partyzanckich, chcąc zabezpieczyć sobie komunikację do Grecji i Afryki. W grze o Bałkany brały także udział Stany Zjednoczone i Wielka Brytania, śląc liczne misje wojskowe i uzbrojenie, wspierając dywersję i szukając wiarygodnych partnerów.
Na terenie późniejszej „wielkiej” Jugosławii został na przełomie lat 1941/42 wytworzony mit Wielkiej Chorwacji i Wielkiej Serbii. Wizjonerzy przyszłych niepodległych państw w tym czasie byli gotowi zjednoczyć się z każdym, aby uchronić kraj od komunizmu. W kraju powstał „galimatias partyzancki”. Oddziały różnych opcji politycznych współpracowały ze sobą, z Niemcami, z Włochami i wzajemnie ze sobą walczyły. To prowadziło także do eksodusu ludności cywilnej, którą Mihailović brał w obronę.
W 1942 roku, w stopniu generała, Mihailović został mianowany ministrem wojny w emigracyjnym rządzie jugosłowiańskim Slobodana Jovanovicia w Londynie i dowódcą Armii Jugosłowiańskiej w ojczyźnie. Prowadził działania zbrojne przeciwko chorwackim ustaszom oraz działania obronne wobec okupacyjnej armii niemieckiej. Walczył również z komunistyczną partyzantką Tity. W sierpniu 1941 roku zabronił akcji zaczepnych przeciwko okupantowi niemieckiemu, dla uniknięcia wysokich strat wśród serbskiej ludności cywilnej Jugosławii. W roku 1943 czetnicy rozpoczęli akcje dywersyjne z udziałem obserwatorów brytyjskich (w sierpniu 1941 roku do oddziałów Mihailovicia zostali skierowani brytyjscy doradcy wojskowi z SOE, a następnie, w 1943, wojskowa misja brytyjska).
W październiku 1941 roku nawiązał kontakty z kolaboracyjnym rządem Serbii Milana Nedicia i współpracę z włoskimi wojskami okupacyjnymi, z którymi w styczniu 1942 roku podpisał formalne porozumienie o wzajemnym nieatakowaniu. 27 października 1941 roku w miejscowości Brajići, Mihailović spotkał się z liderem komunistów, Tito. Celem spotkania było wypracowanie porozumienia, jednak porozumienie osiągnięto jedynie w drugorzędnych sprawach. Natychmiast po spotkaniu, Mihailović rozpoczął przygotowania do ataku na partyzantów Tito. 28 października czetnicy spotkali się z Josefem Matlem, niemieckim oficerem odpowiedzialnym za zbrojenia, zaproponował on Mihailovićowi układ w zamian za broń. 1 listopada czetnicy zaatakowali siedzibę partyzantów Tito w Užice, jednak zostali odparci. 3 listopada Mihailović przełożył spotkanie z niemieckimi oficerami, ze względu na to, że konflikt między czetnikami a titoistami wymagał jego obecności w sztabie organizacji. Spotkanie odbyło się 11 listopada w Belgradzie, sprawą kontrowersyjną jest, czy inicjatywa wyszła od Niemców, czy od samego Mihailovicia. W negocjacjach z hitlerowcami Mihailović zapewnił Niemców, że jego celem nie jest walka przeciwko okupantom i że nigdy nie zawiąże z komunistami porozumienia, dlatego że według niego w ich szeregach znajdują się cudzoziemcy; Bułgarzy, Chorwaci, Żydzi, Węgrzy i muzułmanie. Mihailović zaproponował zaprzestanie działalności w miastach i wzdłuż głównych szlaków komunikacyjnych. Do ostatecznego porozumienia nie doszło ze względu na niemieckie żądania kompletnej kapitulacji czetników. Po nieudanych próbach, Niemcy próbowali aresztować Mihailovicia.
Mihailović i czetnicy znaleźli się w trudnej sytuacji, gdy w Czarnogórze lokalni przywódcy czetników; Pavle Đurišić i Stanišić zawarli porozumienia z Włochami i zwalczali razem z nimi partyzantów Tito. Na procesie z 1946 roku, Mihailović twierdził, że nic nie wiedział o kolaboracji czarnogórskich czetników. Mihailović wierzył, że włoski wywiad wojskowy znał lepiej działalność czarnogórskich dowódców niż on sam. Mihailović przyjął nominację Blažo Đukanovića na dowódcę sił nacjonalistycznych w Czarnogórze. Mihailović zatwierdził plan zniszczenia oddziałów komunistycznych, wykorzystując do tego kontakty regionalnych dowódców czetników z Włochami, dzięki temu zdobył od Włochów żywność, broń i amunicję. 1 grudnia Pavle Đurišić zorganizował konferencję jednostek czetnickich w Šahovići. Na kongresie czetników, zdaniem Stevana Pavlovića, przedstawiano poglądy ekstremistyczne i nietolerancyjne. Mihailović i Đukanović nie wzięli udziału w spotkaniu, które – jak się okazało – zostało zdominowane przez Đurišića, a Mihailović poinformował podwładnych, że jednostki partyzanckie są pełne bandytów.
Kolejnym miejscem zapalnym była Chorwacja, tamtejszymi czetnikami dowodził Ilija Trifunović-Birčanin. Prowadził on na własną rękę nacjonalistyczną politykę względem Chorwatów, nie tylko zwalczając ustaszy (chorwackich kolaborantów i faszystów), ale również podejmując się współpracy z Włochami, tworząc lokalną Ochotniczą Milicję Antykomunistyczną. Włoski dowódca Mario Roatta podważał autorytet Mihailovicia, wzmacniając pozycję regionalnych liderów czetników. Czetnicy prowadzeni przez Dobroslava Jevđevicia dokonali pacyfikacji miejscowości Foča, co doprowadziło do interwencji włoskiej. Czetnicy poprosili o ochronę wojska włoskie, obawiając się odwetu ustaszy. 22 lipca Mihailović spotkał się z Trifunovic-Birčaninem i Jevđevićem, a po powrocie ze spotkania liderzy chorwackich czetników zapewnili Włochów o tym, że Mihailović zdecydował się na zaprzestanie akcji przeciwko Włochom. Mihailović miał wielkie trudności w organizacji lokalnych dowódców, z którymi często nie miał kontaktu radiowego, ale był jednak świadomy, że wiele grup czetników popełniało zbrodnie na ludności cywilnej i dokonuje czystek etnicznych. Mihailović nie odrzucał jednak, ani nie podejmował żadnych działań zmierzających do zaprzestania aktów terroru. Mihailović starał się ukryć tę sytuację przed Brytyjczykami i rządem Jugosławii na uchodźstwie.
Ideologia czetników obejmowała pojęcie Wielkiej Serbii, zgodnie z którą Serbia miała stać się obszarem jednorodnym etnicznie. Czetnicy prowadzili politykę terroru, w celu wypędzenia z Serbii grup nieserbskich. Na wiosnę 1942 roku, Mihailović w swoim dzienniku napisał o tym, że z kraju należy pozbyć się mniejszości muzułmańskiej, miało się to odbyć poprzez exodus muzułmanów do Turcji lub innego kraju. W 1941 roku Mihailović wydał Instrukcije (Instrukcję), według której czetnicy mieli oczyścić terytorium Serbii z ludności nieserbskiej. Według niektórych historyków, instrukcja ta została w rzeczywistości sfałszowana przez czetnickiego dowódcę Djurišića. Jego wielkoserbski program polityczny nie uzyskał poparcia innych narodów Jugosławii. W roku 1943 za Mihailovicia i Titę (żywych lub umarłych) niemieckie władze okupacyjne wyznaczyły nagrodę w wysokości 100 000 reichsmarek.

## Konsekwencje Teheranu
Na konferencji w Teheranie, na przełomie listopada i grudnia 1943 roku, Wielka Brytania była zmuszona, pod naciskiem Stalina i przy braku poparcia prezydenta Roosevelta, do rezygnacji z planów inwazji na kontynent europejski z basenu Morza Śródziemnego na Bałkanach. Zadecydowano o utworzeniu drugiego frontu we Francji. Wobec jednoczesnego ustalenia granic stref okupacyjnych na terenie Niemiec i wykluczenia zasady wspólnej okupacji oznaczało to, że cała Europa Środkowo-Wschodnia znalazła się w strefie strategicznej Armii Czerwonej i w konsekwencji – w powojennej strefie wpływów ZSRR. Józef Stalin określił to lapidarnie wobec jugosłowiańskiego komunisty, późniejszego dysydenta Milovana Dzilasa: Nasz ustrój sięgnie tak daleko, jak daleko dojdą nasze armie.
W konsekwencji postanowień teherańskich Wielka Brytania ograniczyła, a następnie wstrzymała pomoc wojskową (zrzuty sprzętu, materiałów wybuchowych i amunicji) i doradztwo dla czetników, zaś Winston Churchill zalecił wiosną roku 1944 królowi Piotrowi szukanie porozumienia z komunistami z Josipem Broz Tito na czele. Król podjął wysiłki dla stworzenia rządu koalicyjnego z udziałem komunistów. W maju 1944 roku Dragoljub Mihailović został zdymisjonowany przez króla ze stanowiska ministra wojny. Następnym krokiem była, 1 czerwca, dymisja rządu Božidara Puricia i porozumienie pomiędzy wysłannikiem króla – nowym premierem Ivanem Šubašiciem i Josipem Broz Tito (porozumienie Tito-Šubašić z 16 czerwca 1944). 29 sierpnia Mihailović został zdymisjonowany przez króla Piotra ze stanowiska dowódcy Armii Jugosławii w Ojczyźnie, a Naczelne Dowództwo zostało rozwiązane. Król, szantażowany przez Brytyjczyków, 12 września 1944 roku w przemówieniu nadanym z Londynu wzywał poddanych, by wsparli Armię Wyzwolenia Narodowego marszałka Tity. Jednocześnie na stanowisko dowódcy oddziałów wyzwoleńczych został, 12 września, mianowany Tito.
W tym czasie na terytorium Jugosławii wkraczały wojska sowieckie. Generał Mihailović nie złożył broni. Jego oddziały walczyły dalej w Czarnogórze, Bośni, Dalmacji, Serbii, dziesiątkowane przez oddziały sowieckie, Bułgarów, ustaszów i partyzantów Tity. Próby podejmowania współpracy Mihailovicia z Sowietami skończyły się tak jak w Polsce współpraca Sowietów z Armią Krajową. Pomimo powołania w marcu 1945 r. formalnie koalicyjnego rządu, którego premierem został Tito, a ministrem spraw zagranicznych Šubašić, polityka króla nie powstrzymała przejęcia władzy w Jugosławii przez komunistów – ostatecznie został pozbawiony władzy przez zdominowaną przez komunistów Skupsztinę 29 października 1945 r., poprzez proklamację Socjalistycznej Federacyjnej Republiki Jugosławii. Šubašić i inni politycy związani z królem podali się wówczas do dymisji.

## Aresztowanie i śmierć
Na terenie Jugosławii jeszcze do początków 1946 roku trwały starcia czetników Mihailovicia z oddziałami Tito. Mihailović kontynuował walkę również po przejęciu władzy w Jugosławii przez komunistów, po odsunięciu króla Piotra II. Oddziały Mihailovicia topniały. Odchodzący ostatni amerykańscy oficerowie łącznikowi proponowali mu wyjazd z Jugosławii. Generał odmówił. 13 marca 1946 roku został schwytany przez oficerów bezpieczeństwa (OZNA), przebranych w mundury brytyjskich lotników. 10 czerwca rozpoczął się jego proces. Został oskarżony o kolaborację z Niemcami i zbrojne wspieranie działań okupantów. Proces zakończył się po siedmiu dniach. 17 lipca został rozstrzelany przez pluton egzekucyjny OZNA. Egzekutorzy na trumnę rzucili butelkę z płynem zapalającym.

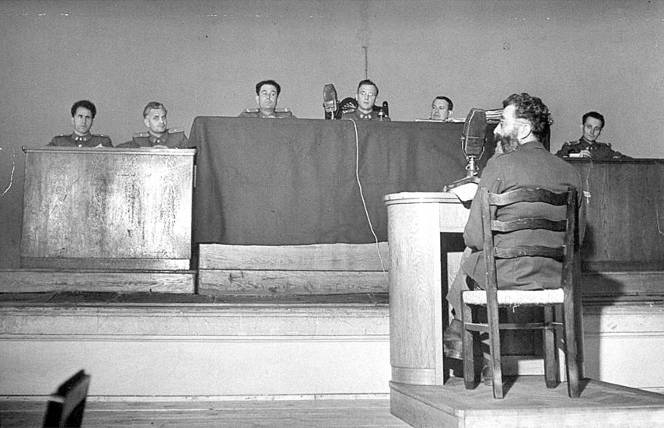
Mihailović na ławie oskarżonych w trakcie procesu belgradzkiego którego głównym oskarżeniem to kolaboracja z III Rzeszą na którym rezultacie został rozstrzelany (1946)

Jako ten, który ocalił około 500 lotników i spadochroniarzy amerykańskich, został pośmiertnie odznaczony przez prezydenta USA Harry’ego Trumana w 1948 roku amerykańską Legion of Merit, „za wkład w zwycięstwo koalicji antyhitlerowskiej”. Departament Stanu USA zażądał nadania najwyższego stopnia tajności temu odznaczeniu, „aby nie psuć stosunków z Tito”.
W roku 2004, pod wpływem działań Vuka Draškovicia, opozycjonisty z czasów Tity, parlament Serbii przyjął uchwałę akceptującą dobrą wolę ruchu czetnickiego. We wrześniu 2010 roku przed Sądem Najwyższym rozpoczął się proces rehabilitacyjny Dragoljuba Mihailovicia. 14 maja 2015 roku wydany został wyrok rehabilitujący.